# Un bouquet de fleurs rouges
Un Bouquet de fleurs rouges (赤い花束, Akai hanataba) est un manga de Rumiko Takahashi sorti au Japon en 2005 aux éditions Shōgakukan et en français en 2007 aux éditions Tonkam. Il fait partie des Rumik Theater  avec La Tragédie de P et Le Chien de mon patron. Il s'agit d'un recueil de 6 petites histoires.

## Histoires
- Le Rêve d'un voyage sans lendemain, 32 pages, 2000.

Shinonome, un homme marié et père d'un garçon, reçoit une invitation à des retrouvailles de classe. Ayant souvent déménagé, il ne se souvient pas de ses camarades en dehors de Seīko Shima dont il était amoureux et qui lui avait offert un livre aux pages blanches dans lequel elle avait commencé à écrire des phrases qu'elle aimait. Il décide d'aller aux retrouvailles dans l'espoir de la revoir. Dans le train, il s'imagine leur rencontre.
- Papa et les graffitis, 30 pages, 2001.

Mr Hayashi, marié et père d'un adolescent qui le connait à peine, revient chez lui après une mutation de 7 ans. Un jour, il découvre que son fils ne va plus au lycée.
- Vacances forcées, 32 pages, 2004.

Sur la demande de son mari, Namiko doit accompagner sa belle-mère pour un séjour de 3 jours près d'une source thermale. Les deux femmes ne se connaissent pas beaucoup et le séjour ne commence pas au mieux pour Namiko.
- Help !, 32 pages, 2003.

Il y a 5 ans, Hidehiko et Yasuko ont accueilli chez eux le père du mari, malade depuis la mort de sa femme. Un jour, Yasuko se blesse et se retrouve à l'hôpital. Hidehiko doit alors s'occuper de son père.
- Un Bouquet de fleurs rouges, 34 pages, 2002.

Hajime Yoshimoto vient de mourir à la suite d'une crise cardiaque lors d'une fête arrosée à son bureau. Mort, il assiste à sa veillée aux réactions de son entourage, sa femme qui semble indifférente, son fils qui n'arrive pas à pleurer et ses collègues de travail.
- Permanent love, 32 pages, 2005.

Mr Kamimoto vient d'être muté loin de sa famille. Le lendemain de son emménagement, il aperçoit sa femme à la télévision. Celle-ci est interviewée par une journaliste lors de la visite d'un célèbre acteur coréen. Plus tard, Mr Kamimoto rencontre une jeune coiffeuse, Suzuka, avec qui il sympathise.

## Édition
Il est édité en français chez Tonkam :
- 1 volume, 04/2007

196 pages
Format : 21 x 15 cm
 (ISBN 2759500047)